# Maison Carrée

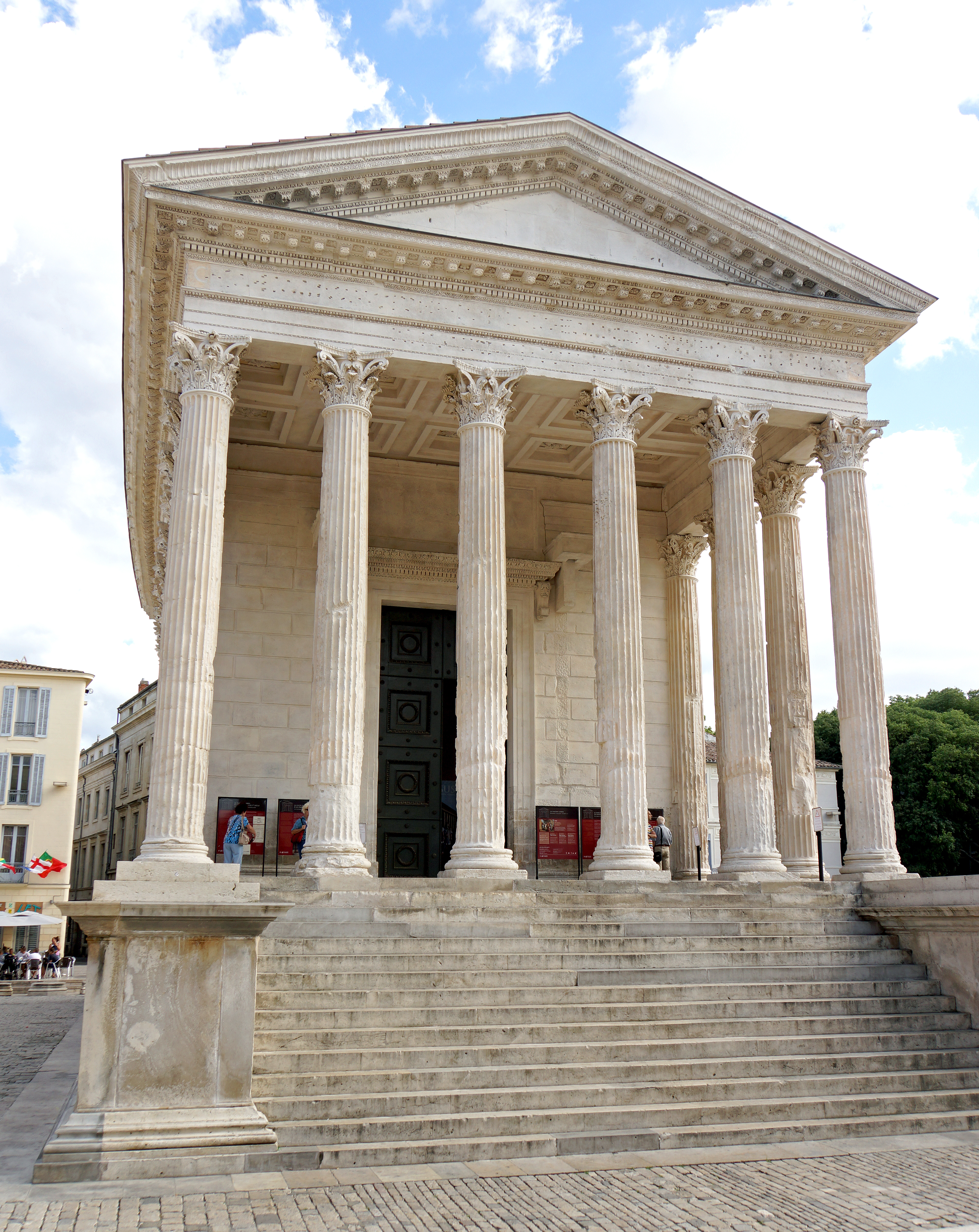
A Maison Carrée elölnézetben

A Maison Carrée (franciául: négyszögletes ház) az egyik legjobb állapotban fennmaradt ókori római templom Nîmesben, Franciaországban található.
Marcus Vipsanius Agrippa parancsára kezdték építeni Kr. e. 19-ben, ő volt egyben az eredeti római Pantheon alapítója is. A templomot két fiának, Augustus császár örökbe fogadott gyermekeinek, Gaiusnak és Luciusnak ajánlották fel, de ők fiatalon elhunytak. Az eredeti ezen ajánlást tartalmazó feliratot a középkorban eltávolították ugyan, de egy helybeli tudós, Jean-François Séguier a feliratot 1758-ban rekonstruálni tudta. Ez azon lyukak számának segítségével sikerült, amelyek a körfolyosó homlokzati falában voltak, itt rögzítették a bronz betűket. Az szöveg fordítása így szól: „Gaius Caesarnak, Augustus fiának, konzulnak; Lucius Caesarnak, Augustus fiának, választott konzulnak; a fiatalság hercegeinek”

## Története
A templom épülete azért maradt meg, mert a 4. században keresztény templommá szentelték. Így elkerülhette sok más ókori (és pogány) templom sorsát, a totális lerombolást. Később a város szenátorainak gyülekezőhelye lett, a francia forradalom idején istálló volt, majd városi levéltár, 1823-tól múzeum. Az épület mai neve a 16. századból származik, akkoriban a carré jelentése még négyszög(letű) volt, s nem négyzet. A négyzetet akkoriban franciául úgy hívták, hogy „carré parfait”. Ezért a név pontos fordítása négyszögletű ház és nem négyzet alakú ház, ami ellentmondana a formának is.
A Maison Carrée kiváló példája a klasszikus augusztini templomnak. 2,85 méter magas talapzaton (Podium) nyugszik, amely így az egykori római város fóruma fölé emelkedett. A négyzet alaprajz majdnem kétszer olyan hosszú, mint széles (26,42 m × 13,54 m). A bejárati felőli oldalon oszlopsor található, amely az épület hosszúságának egyharmadát teszi ki. Tiz oszlopnak korinthoszi oszlopfője van, különösen fontos és érdekes művészettörténeti szempontból, hogy a további húsz oszlop csak féloszlop!. Ez akkor egyedülálló újítás volt. Az architráv az oszlopok fölött csak plasztika, rozetta és akantuszlevelek formájában. Nagy ajtó (6,87 m magas és 3,27 m széles) nyílik a nagyon kicsi és ablaktalan cellába. Ez a terem szolgál ma időnként kiállítások helyszínéül. A belsőtér ókori díszítőelemeiből nem maradt meg semmi.
Az épületet az évszázadok során többször átépítették. A 19. századig egy nagyméretű komplexum része volt, több épülettel a szomszédságban. A többi épületet lebontották, a Maison Carrée viszont múzeum lett. Így az épület újra eredeti, római kori állapotának megfelelően egyedül áll. Amikor a múlt század elején felújították a tetőt, a pronaoszt is helyreállították. A mai ajtót 1824-ben készítették.
1988 és 1992 között újabb felújításra került sor, a tetőt is ismét felújították. Ekkor fedezték fel a római fórum külső falait. Norman Fostert bízták meg azzal, hogy a tér átellenes oldalán modern galériát építsen, ez lett a Carré d’Art. A modern épület egyben a Maison Carrée kontrasztja, de a római templom sok építészeti elemét kölcsönzi, így a portikuszt és az oszlopokat – bár ezek acélból és üvegből készültek.

## Lásd még
- Nîmes